# صرع حيضي

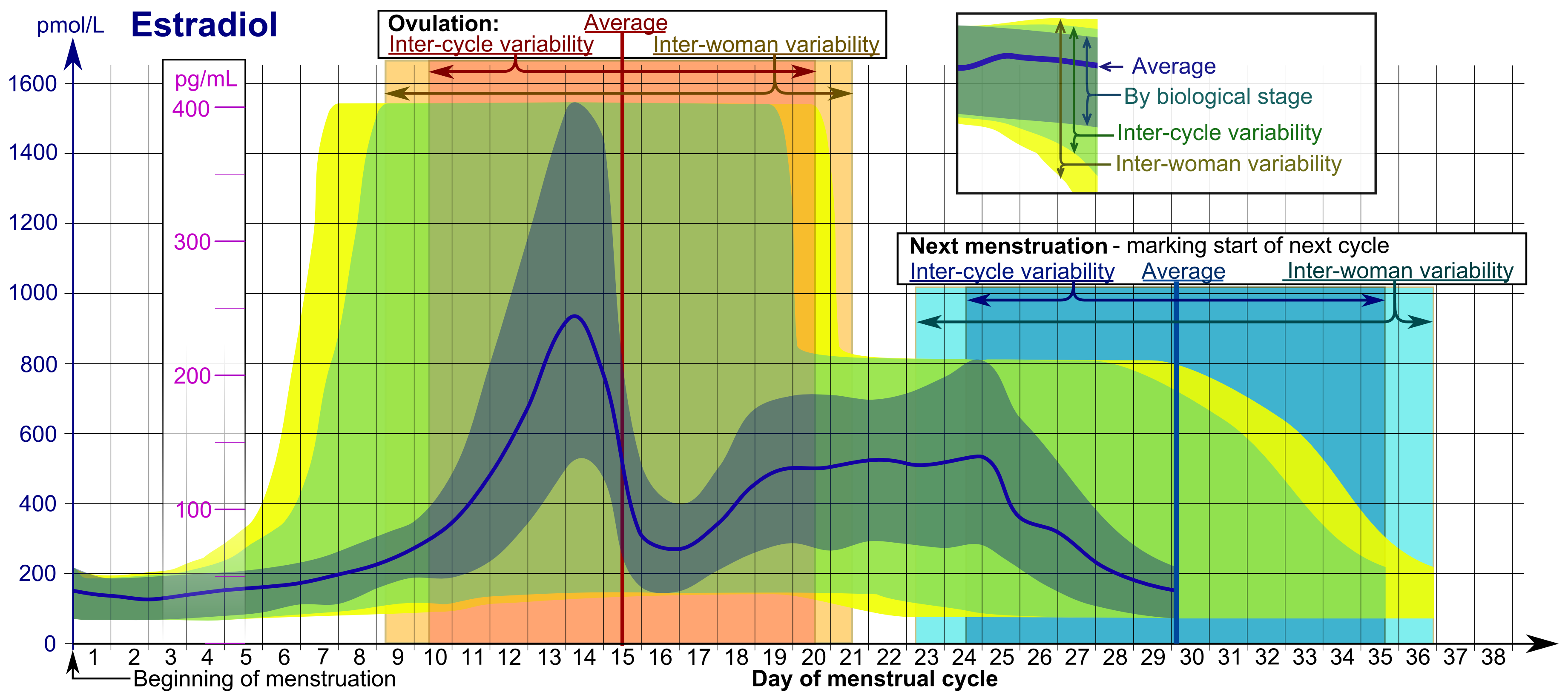
مستويات الإستراديول خلال الدورة الشهرية.

الصرع الحيضي، هو شكل من أشكال الصرع عند النساء تتحرض فيه النوبات خلال مراحل معينة من الدورة الشهرية. لا يقتصر حدوث النوبات على أوقات معينة من الدورة إلا ما ندر، وإنما يزداد تواترها في هذه الأوقات بشكل عام. يحدث الصرع الحيضي نتيجة التقلبات الهرمونية خلال الدورة الشهرية؛ إذ يعزز هرمون الإستروجين حدوث النوبات، بينما يثبط هرمون البروجسترون ذلك.
أجريت دراسات موثقة حول الصرع لدى النساء وعلاقته بالحيض منذ العصور اليونانية على أقل تقدير. تلاحظ هذه العلاقة بسهولة من خلال رسم بياني يوضح الدورة الشهرية وعلاقتها مع نمط ومعدل حدوث النوبات.[بحاجة لمصدر]

## التصنيف
كان التصنيف المناسب للصرع الحيضي موضع نقاش لعدة عقود. اعتمد الباحثون في تشخيص الصرع الحيضي على التعريف الواسع الذي يحوي جملة «بمعدل أكبر» للإشارة إلى زيادة تواتر النوبات أو شدتها خلال أي مرحلة محددة من الدورة الشهرية، ثم انتقلوا إلى التعريف الآخر الذي يحوي جملة «أكثر بستة أضعام» للإشارة إلى زيادة متوسط تواتر النوبات اليومية خلال أوقات محددة من الدورة. نال اقتراح هرتسوغ لعام 1997 القبول في السنوات الأخيرة. يعرف اقتراح هرتسوغ الحالة بأنها زيادة اعتباطية ملحوظة في تواتر النوبات للضعفين، صنفت دراسة هرتسوغ الفترات إلى ثلاثة أقسام: الفترة المحيطة بالحيض (ف 1) والفترة المحيطة بالإباضة (ف 2) والفترة الأصفرية (ف 3). تستند هذه التصنيفات الثلاثة إلى نسبة مستوى الإستراديول إلى مستوى البروجسترون في المصل وتعتمد على الدورات التي تتراوح مدتها بين 24- 34 يوم؛ بحيث يبدأ الحيض في اليوم الأول وتحدث الإباضة قبل الحيض بأربعة عشر يوم. صنف هذا التعريف نحو ثلث النساء المصابات بالصرع تحت مسمى الصرع الحيضي.

### الفترة المحيطة بالحيض (ف 1)
يرتبط تصنيف الفترة المحيطة بالحيض (الأيام -3 إلى 3 في الدورات العادية) بزيادة تقدر بنحو ضعفين أو أكثر في متوسط حدوث النوبات اليومية خلال المرحلة الحيضية (ح) مقارنة بالمرحلة الجريبية (ج) والأصفرية (أ). تتميز المرحلة الحيضية بانخفاض حاد في مستويات هرمون البروجسترون والإستروجين. تبلغ نسبة الإستراديول إلى البروجسترون أعلى قيمها خلال الأيام التي تسبق الحيض (ف 1) والإباضة (ف 2). فسر تفاقم النوبات في الفترة المحيطة بالحيض كنتيجة لانخفاض التأثيرات الوقائية لهرمون البروجسترون. وجد الباحثون في دراسة أجريت عام 2009 امتلاك المريضات اللاتي تعانين من هذا النمط مستويات بروجسترون أقل بشكل عام من نظيراتهن السليمات صحيًا في نفس المرحلة من الدورة.

### الفترة المحيطة بالإباضة (ف 2)
يرتبط هذا التصنيف (الأيام من 10 إلى 13- من الدورات العادية) بزيادة تقدر بنحو ضعفين أو أكثر في متوسط حدوث النوبات اليومية خلال مرحلة الإباضة مقارنةً بالمرحلة الجريبية والأصفرية. تتميز المرحلة بارتفاع معزول في هرمون الإستروجين قبل الإباضة، ولا يرتفع هرمون البروجسترون حتى حدوث الإباضة. يؤدي ارتفاع تأثير الإستروجين دون وجود تأثير البروجسترون الحامي إلى ارتفاع احتمال حدوث نوبات الصرع.

### الفترة الأصفرية (ف 3)
يرتبط هذا التصنيف (تكون فترة الطور الأصفري شاذة أو غير كافية، بين الأيام 10- 3) بزيادة تقدر بنحو ضعفين أو أكثر في متوسط حدوث النوبات اليومية خلال المرحلة الأصفرية ومرحلة الإباضة والحيض. لا يرتفع هرمون البروجسترون في منتصف الدورة عادةً لدى الإناث اللاتي تعانين من انقطاع الإباضة مع استمرار ارتفاع هرمون الإستروجين. تعاني هاتي النسوة من انخفاض مستويات البروجسترون خلال المرحلة الأصفرية وفي مرحلة الإباضة والحيض أيضًا بصرف النظر عن حدوث الإباضة أو عدمها. في دراسة أجراها الخياط وآخرون، وجد الباحثون امتلاك المريضات اللاتي تعانين من هذا النمط مستويات بروجسترون قليلة خلال المرحلة الأصفرية مقارنةً بنظيراتهن السليمات في نفس المرحلة من الدورة.